# Lady Flammer
Lady Flammer (Monterrey, Nuevo León, 9 de noviembre de 1999) es una luchadora profesional mexicana, quien actualmente trabaja para Lucha Libre AAA Worldwide. Es conocida principalmente por su trabajo para The Crash y así como en el circuito independiente en México.
Su nombre real no es conocido, pues al igual que otros deportistas enmascarados, su vida privada la mantienen en secreto para los fanáticos de la lucha.
Dentro de sus logros ha sido una vez Campeona Reina de Reinas de AAA y una vez Campeona de parejas mixtas de AAA.

## Carrera

### Circuito independiente (2009-presente)
Flammer hizo su debut en la lucha libre profesional el 29 de agosto de 2010. Durante los siguientes ocho años, Flammer compitió en el circuito independiente mexicano, apareciendo más notablemente para las promociones independientes Federación Universal De Lucha Libre y Promociones Kdna.
El 28 de enero de 2018, Flammer hizo su debut en The Crash Lucha Libre haciendo equipo con Latigo en una lucha por equipos mixtos donde fueron derrotados por Christi Jaynes y Danny Limelight. El 10 de febrero, Flammer y Limelight fueron derrotados por Black Danger y Lacey Lane. En febrero de 2019, Flamer derrotó a Jaynes, Miranda Alize y Reyna Isis para ganar el Campeonato Femenino de The Crash por primera vez.

### Lucha Libre AAA Worldwide (2020-presente)
El 28 de diciembre de 2022, en Noche de Campeones, Flammer y Abismo Negro Jr. ganaron el vacante Campeonato Mundial en Parejas Mixto de AAA tras vencer a Komander y Sexy Star II, y Octagón Jr. y Lady Shani. El 18 de junio en Triplemanía XXX: Tijuana, Flammer ganó la Lucha de Apuestas y, como resultado, Chik Tormenta se vio obligada a quitarse su máscara.
El 12 de agosto de 2023, en Triplemanía XXXI: Ciudad de México, Flammer derrotó a Taya Valkyrie en una lucha sin descalificación para ganar el Campeonato Reina de Reinas de AAA.
El 6 de octubre de 2024 en Héroes Inmortales, Negro y Flammer perdieron sus Campeonato Mundial en Parejas Mixto de AAA ante Decay (Crazzy Steve & Havok), poniendo fin a su reinado de 648 días.

## Vida personal
Lady Flammer es madre de un hijo con su pareja, El Tigre (hijo de Apolo Estrada Jr.).

## Campeonatos y logros
- Kaoz Lucha Libre
  - Kaoz Women's Tag Team Championship (1 vez) – con Sexy Dulce[9]

- Lucha Libre AAA Worldwide
  - Campeonato Reina de Reinas de AAA (1 vez, actual)
  - Campeonato Mundial en Parejas Mixto de AAA (1 vez) – con Abismo Negro Jr.

- Lucha Libre Femenil
  - LLF Championship (1 vez)[10]
  - LLF Tag Team Championship (1 vez) – con Lady Puma[11]
  - Copa Juvenil LLF (2013, 2014)[12][13]

- Promociones Universal
  - Promociones Universal Women's Championship (1 vez)

- The Crash
  - Campeonato Femenino de The Crash (1 vez)[4]

- Pro Wrestling Illustrated
  - Situada en el N.º 42 en el PWI Female 250 en 2023.

## Luchas de apuestas
| Ganador                | Perdedor                 | Lugar                    | Evento                   | Fecha                  | Notas         |
| ---------------------- | ------------------------ | ------------------------ | ------------------------ | ---------------------- | ------------- |
| Lady Flammer (máscara) | Cicloncito (máscara)     | Saltillo, Coahuila       | Live event               | 15 de agosto de 2010   |               |
| Lady Flammer (máscara) | Nahomi (máscara)         | Monterrey, Nuevo León    | Aniversario LLF          | 1 de noviembre de 2017 | [ 14 ] [ 15 ] |
| Lady Flammer (máscara) | Sadik Maiden (cabellera) | Ciudad de México         | Mexasis II               | 7 de diciembre de 2019 | [ 16 ]        |
| Flammer (máscara)      | Chik Tormenta (máscara)  | Tijuana, Baja California | Triplemanía XXX: Tijuana | 18 de junio de 2022    | [ 6 ]         |